# فورد فیستا اس۲۰۰۰
فورد فیستا اس۲۰۰۰ (به انگلیسی: Ford Fiesta S2000) یک خودروی سوپر ۲۰۰۰ است که توسط شرکت ام اسپورت تولید شده‌است. این خودرو یک مدل تقویت شده از خودروی جاده ای فورد فیستا است. ۷۸امین رالی مونت کارلو در سال ۲۰۱۰ اولین مسابقه ای بود که این خودرو انجام داد. در این مسابقه میکو هیروونن و جولین مارین این خودرو را هدایت می‌کردند. هیروونن رالی را برد.

## نگارخانه

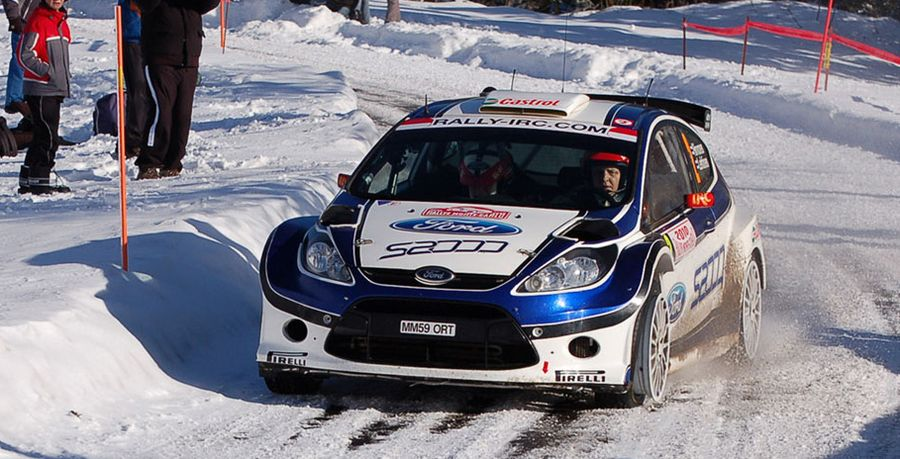
میکو هیروونن در رالی ۲۰۱۰ مونت کارلو
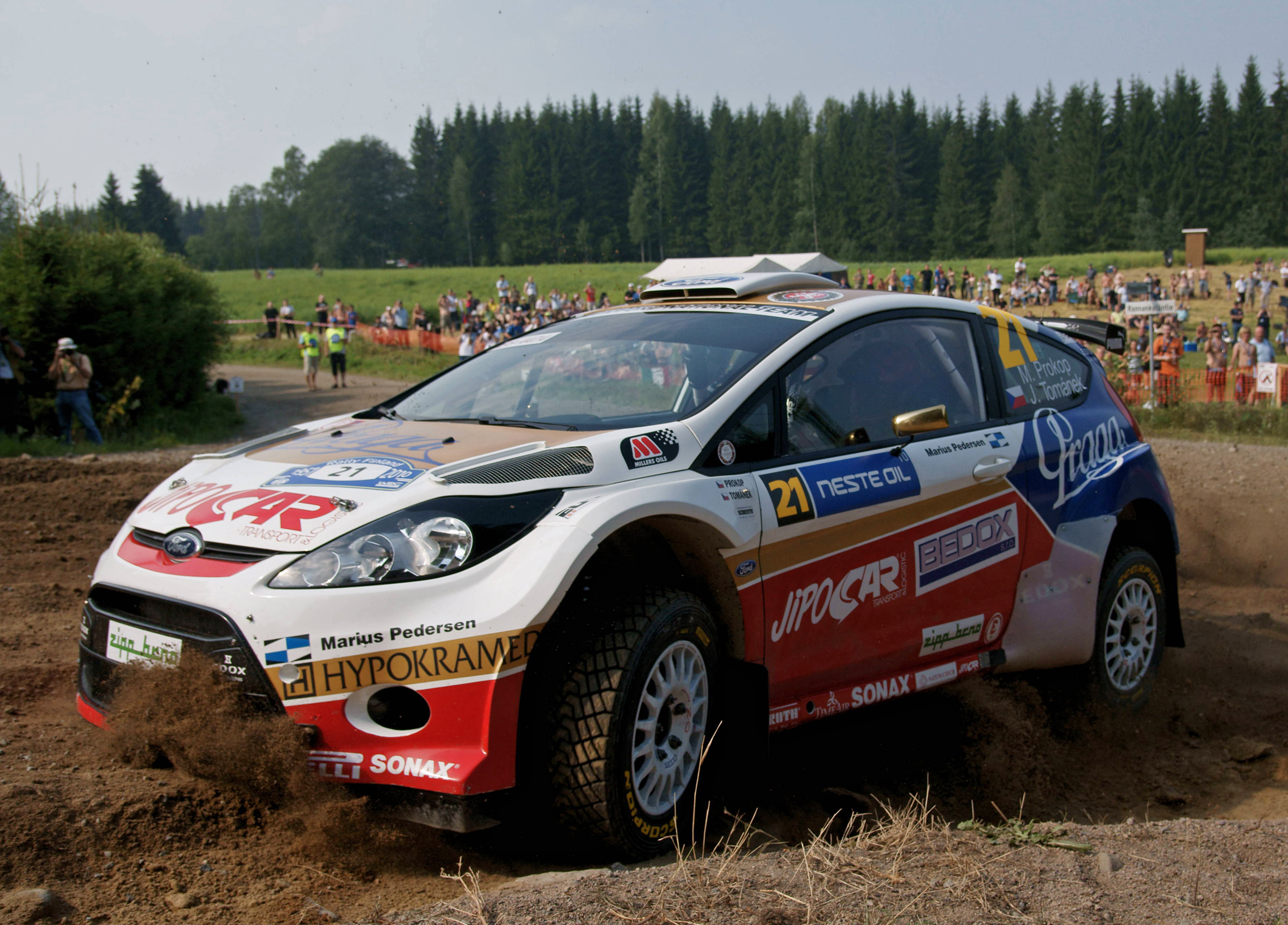
مارتین پروکوپ در رالی ۲۰۱۰ فنلاند
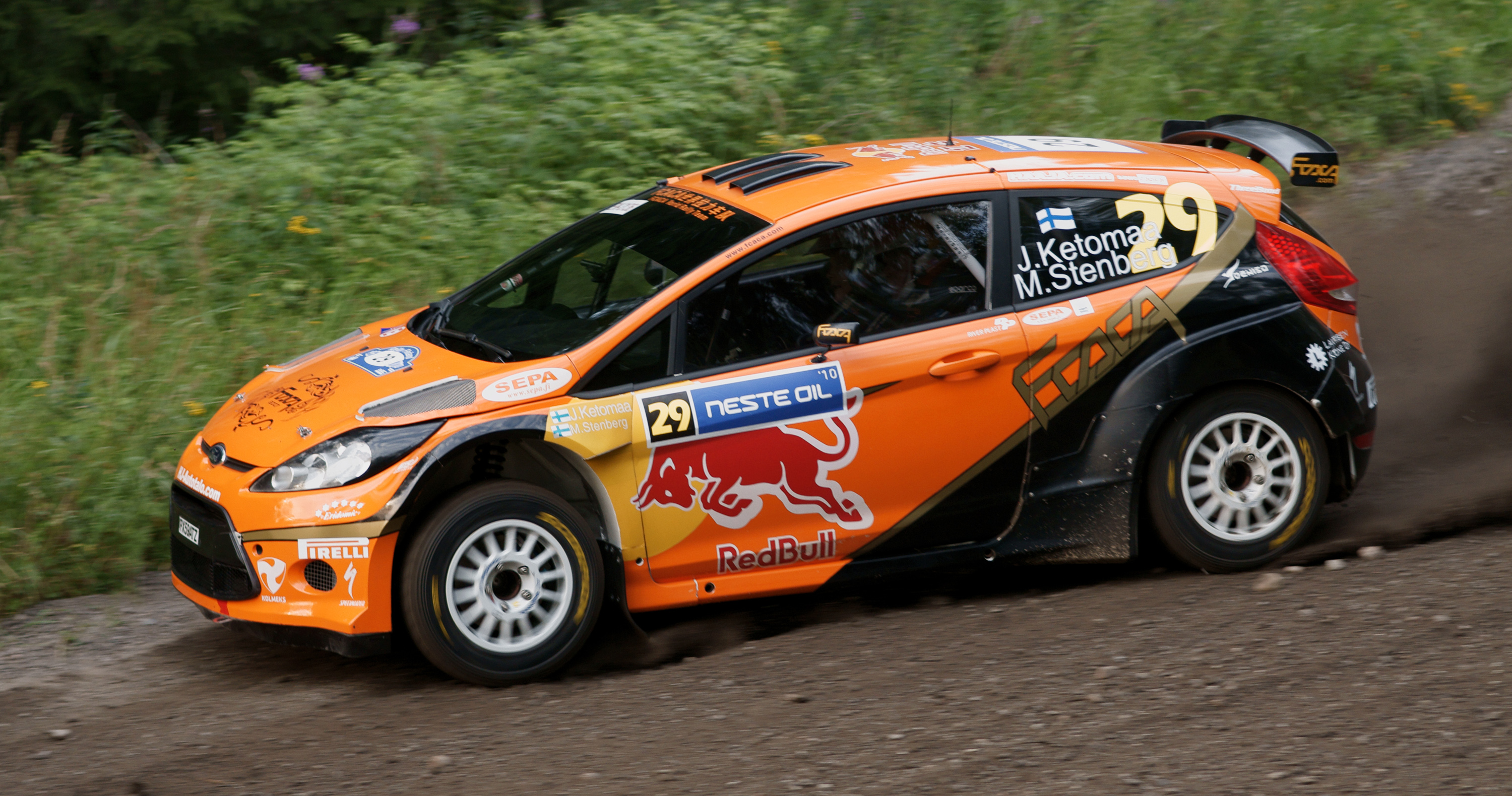
جری کتوما در رالی ۲۰۱۰ فنلاند
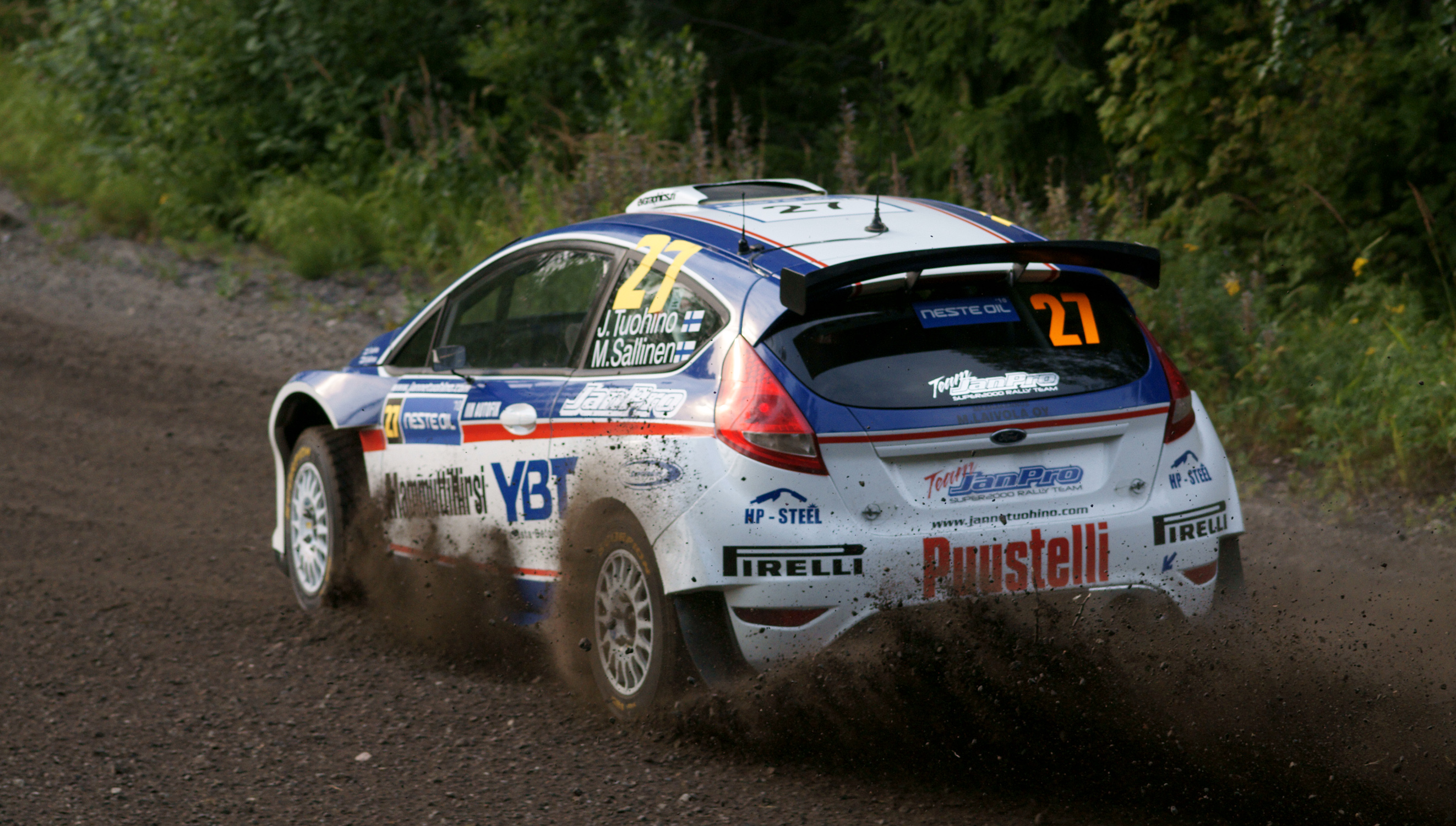
جان توهینو در رالی  ۲۰۱۰ فنلاند
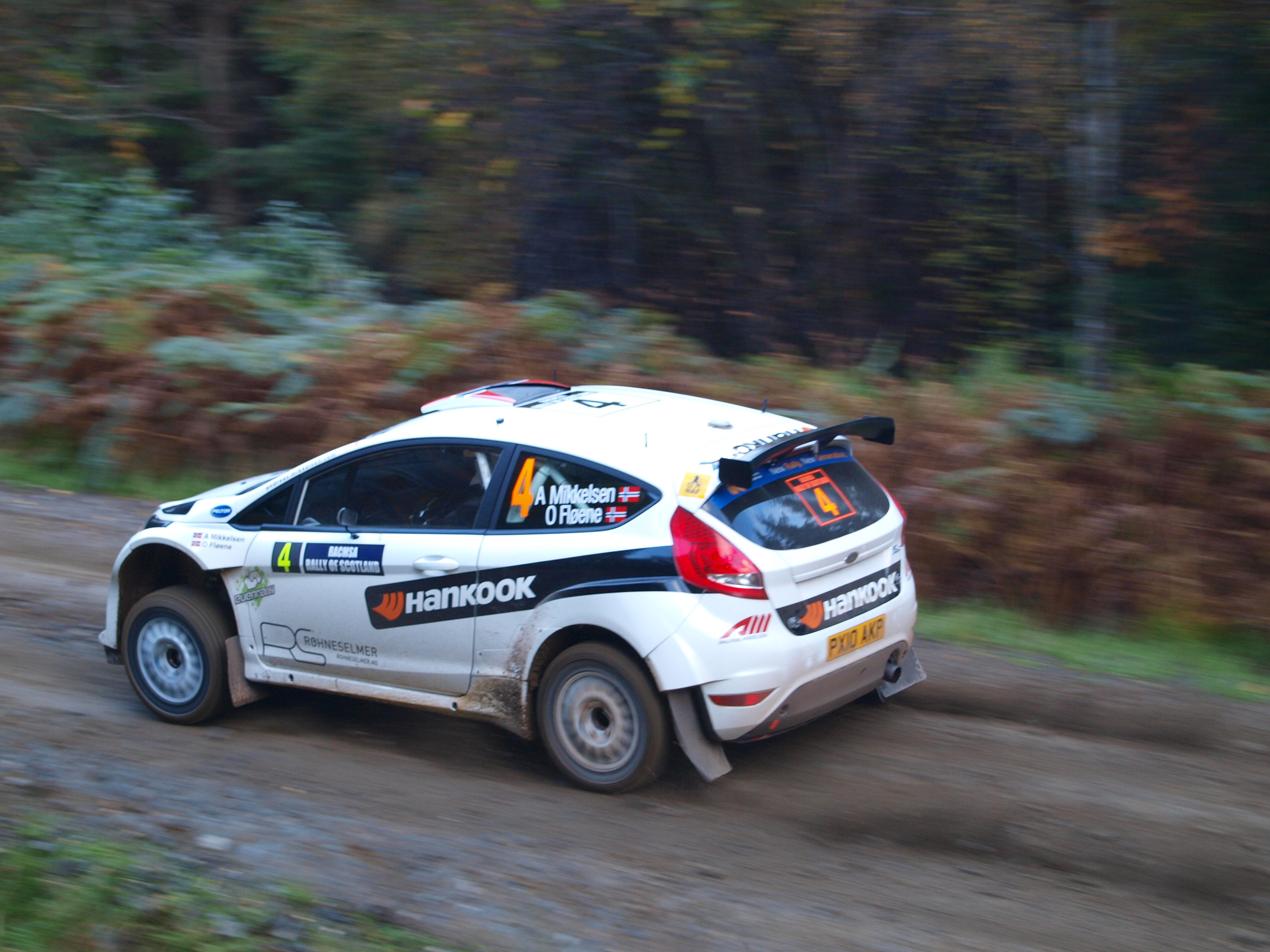
آندریاس میکلسن در رالی ۲۰۱۰ اسکاتلند
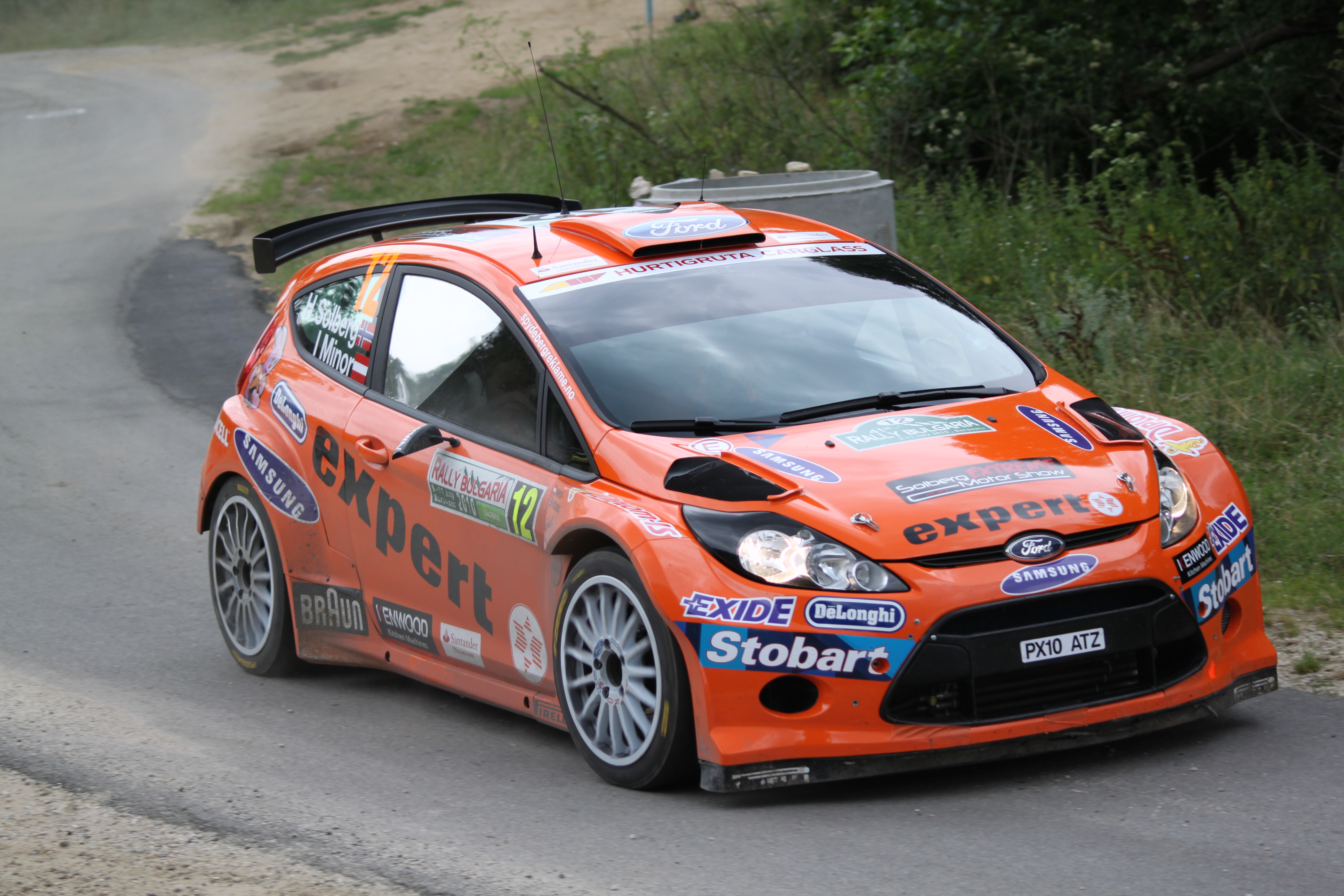
هنینگ سولبرگ در رالی ۲۰۱۰ بلغارستان
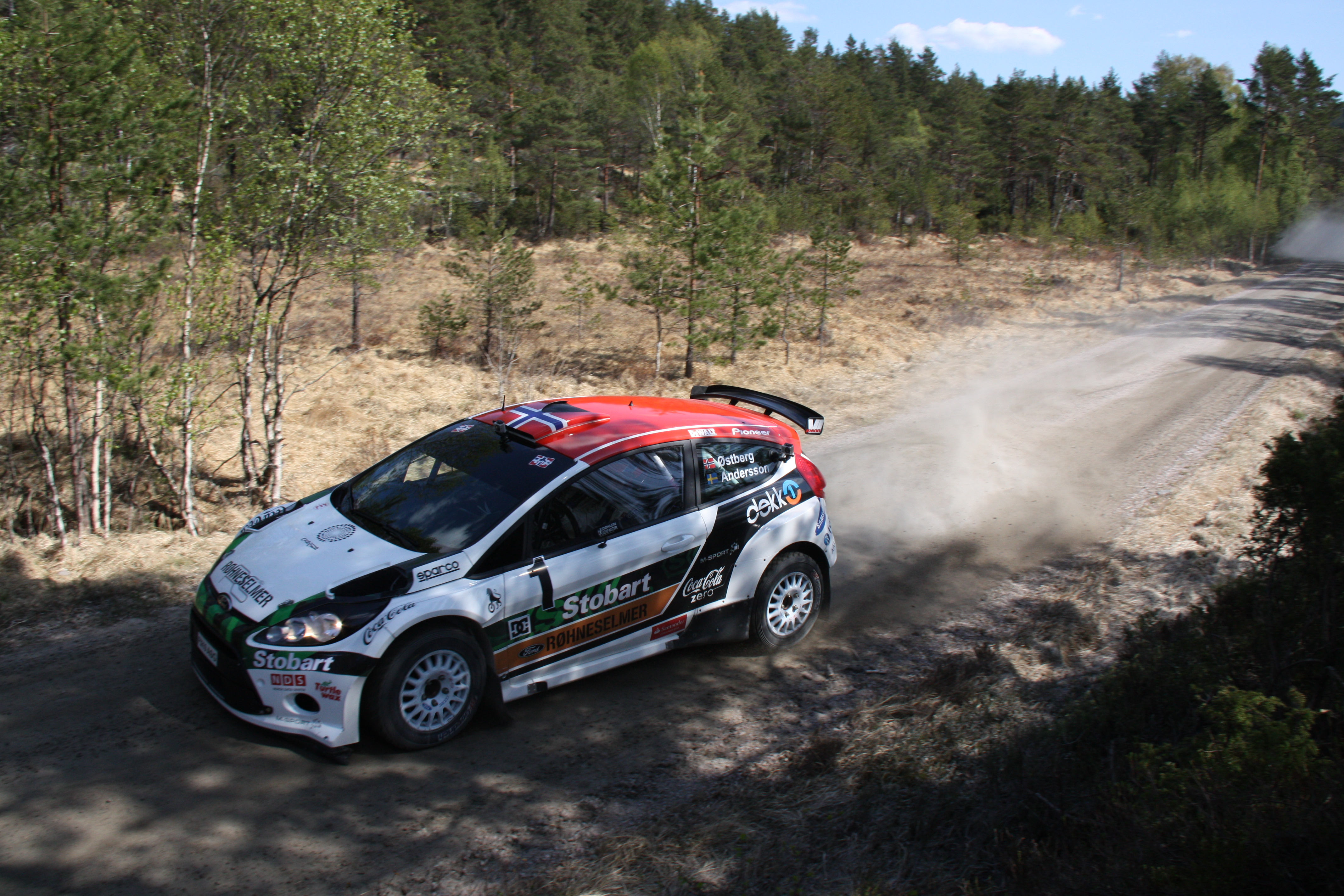
مادس اوستبرگ در رالی سورلند ۲۰۱۱
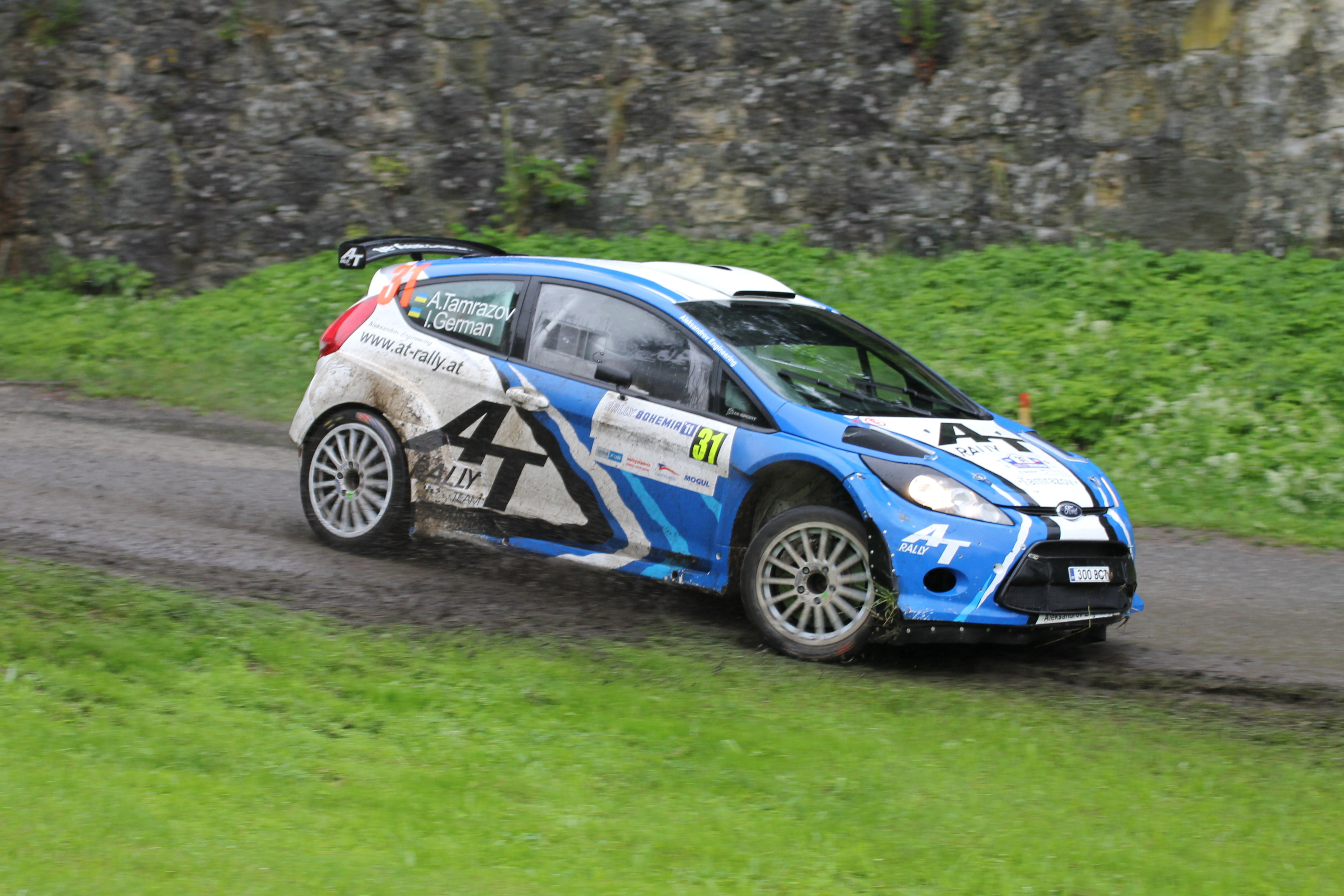
الکسوی تامراوزو در رالی ۲۰۱۱ بوهمیا